# Jean-Marie Villot

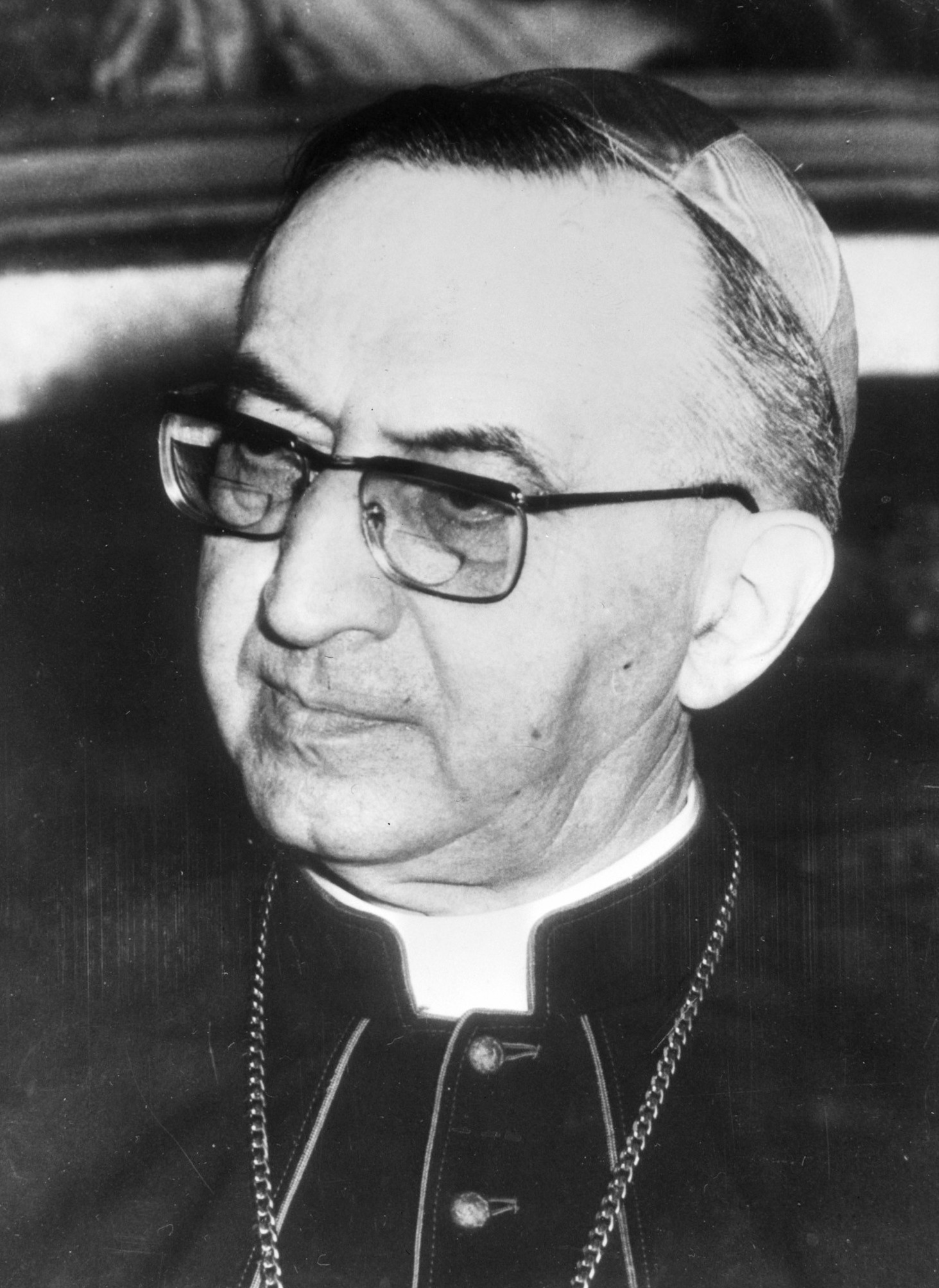
Kardinalstaatssekretär Jean-Marie Villot (1978)

Villots Kardinalswappen

Villots Wappen als Camerlengo während der Sedisvakanzen 1978

Jean-Marie Kardinal Villot (* 11. Oktober 1905 in Saint-Amant-Tallende, Frankreich; † 9. März 1979 in Rom, Italien) war von 1969 bis 1979 Kardinalstaatssekretär und zusätzlich ab 1970 Camerlengo der römisch-katholischen Kirche.

## Leben
Jean-Marie Villot studierte Philosophie und Theologie in Riom, Clermont und Lyon. Für kurze Zeit war er im Noviziat der Maristenpatres. Am Institut Catholique de Paris absolvierte er ein Studium des kanonischen Rechts und 1934 am Angelicum in Rom ein theologisches Doktoratsstudium mit der Dissertation Le pape Nicolas II et le décret de 1059 sur l’élection pontificale.
Villot empfing am 19. April 1930 durch Alfred Baudrillart, Rektor des ICP in Paris, die Priesterweihe. Im Jahr 1950 wurde er Generalsekretär der französischen Bischofskonferenz und am 2. September 1954 ernannte ihn Papst Pius XII. zum Weihbischof in Paris und Titularbischof von Vinda. Am 12. Oktober 1954 empfing er durch den Erzbischof von Paris, Maurice Kardinal Feltin, die Bischofsweihe. Mitkonsekratoren waren der Erzbischof von Cambrai, Emile Maurice Guerry, und der Bischof von Clermont, Pierre de La Chanonie. Am 17. Dezember 1959, wurde Villot von Papst Johannes XXIII. zum Koadjutor des Erzbischofs von Lyon und Titularerzbischof von Bosporus ernannt. Sein Wahlspruch lautete: Auxilium a Domino (Hilfe vom Herrn).
Von 1962 bis 1965 war er Sekretär des Zweiten Vatikanischen Konzils. Mit dem Tod Pierre-Marie Gerliers am 17. Januar 1965 folgte er diesem als Erzbischof von Lyon nach. Papst Paul VI. nahm ihn am 22. Februar 1965 als Kardinalpriester mit der Titelkirche Santissima Trinità al Monte Pincio in das Kardinalskollegium auf. Zwei Jahre darauf, am 7. April 1967 ernannte Paul VI. ihn zum Präfekten der Kongregation für den Klerus und am 2. Mai 1969 zum Kardinalstaatssekretär.
Am 16. Oktober 1970 wurde er von Papst Paul VI. zum Camerlengo (Kardinalkämmerer) ernannt und am 15. Juli 1971 zusätzlich zum Präsidenten des neu geschaffenen Päpstlichen Rates „Cor Unum“. Am 12. Dezember 1974 erhob Paul VI. ihn zum Kardinalbischof von Frascati. Am 4. September 1978 trat Villot als Präsident des Päpstlichen Rates „Cor Unum“ zurück.
Er starb im März 1979 als amtierender Kardinalstaatssekretär in Rom an den Folgen einer Lungenentzündung.

## Ehrungen und Auszeichnungen
- 1972: Großkreuz des Verdienstordens der Italienischen Republik
- 1977: Collane des Ordens de Isabel la Católica